# Loi de Coulomb (électrostatique)
Pour les articles homonymes, voir Loi de Coulomb.

Dans les deux cas, la force est proportionnelle au produit des charges et varie en carré inverse de la distance entre les charges.

La loi de Coulomb exprime, en électrostatique, la force de l'interaction électrique entre deux particules chargées électriquement. Elle est nommée d'après le physicien français Charles-Augustin Coulomb qui l'a énoncée en 1785 et elle forme la base de l'électrostatique. Elle peut s'énoncer ainsi :

« L'intensité de la force électrostatique entre deux charges électriques est proportionnelle au produit des deux charges et est inversement proportionnelle au carré de la distance entre les deux charges. La force est portée par la droite passant par les deux charges. »

## Détermination expérimentale historique

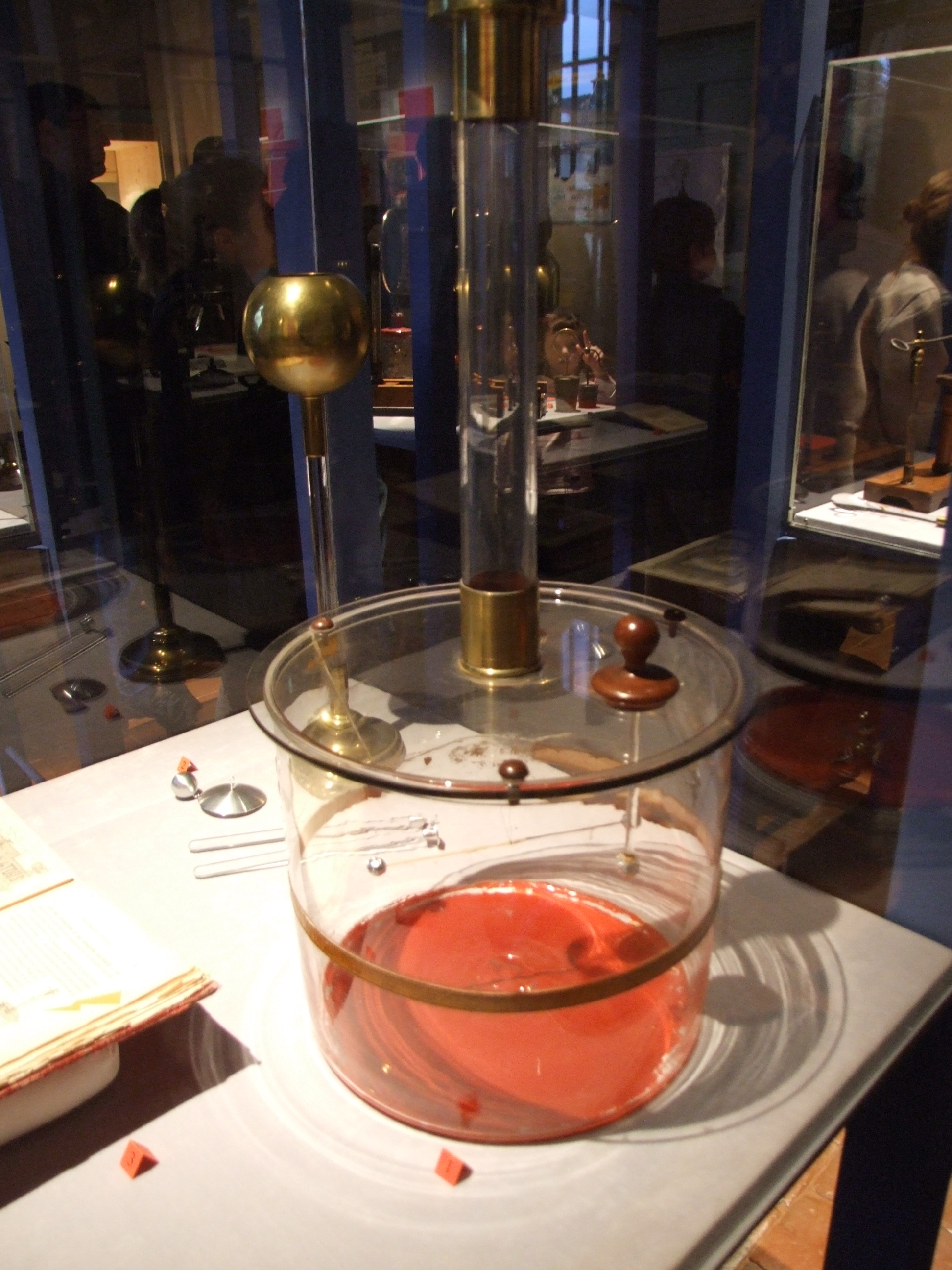
Balance de Coulomb.

Charles-Augustin Coulomb énonce la loi d'interaction électrostatique en 1785 à la suite de nombreuses mesures réalisées grâce à la balance de Coulomb qu'il a mise au point pour détecter des forces d'interaction très faibles. Il s'agit d'une balance de torsion pour laquelle la mesure de l'angle de torsion à l'équilibre permet de déterminer l'intensité de forces répulsives. Dans le cas de forces attractives, c'est l'étude des oscillations du système qui permet de déterminer l'intensité des forces. 
Une charge électrique est placée à l'extrémité d'une tige horizontale fixée à un fil vertical dont les caractéristiques de torsion sont préalablement établies. Le principe de la mesure consiste à compenser, grâce au couple de torsion du fil vertical, le couple exercé par une autre charge électrique amenée au voisinage de la charge fixée sur la tige.

## Force de Coulomb
La force {\displaystyle {\vec {F}}_{1/2}} exercée par une charge électrique {\displaystyle q_{1}} placée au point {\displaystyle {\vec {r}}_{1}} sur une charge {\displaystyle q_{2}} placée au point {\displaystyle {\vec {r}}_{2}} s'écrit :
{\displaystyle {\vec {F}}_{1/2}={\frac {q_{1}q_{2}}{4\pi \varepsilon _{0}}}{\frac {{\vec {r}}_{2}-{\vec {r}}_{1}}{\|{\vec {r}}_{2}-{\vec {r}}_{1}\|^{3}}}},
où {\displaystyle \varepsilon _{0}\simeq } 8,854 × 10−12 F m−1 est une constante universelle appelée constante diélectrique, ou permittivité du vide. La loi de Coulomb n'est pas valable pour des charges en mouvement mais uniquement dans un référentiel où elles sont toutes les deux fixes. La loi de Coulomb, énoncée ainsi, l'est en réalité dans un système d'unités où la charge électrique est une grandeur physique non commensurable avec toute autre unité issue de la mécanique newtonienne. Cette nouvelle unité motive l'introduction de la constante diélectrique pour que le rapport du produit de deux charges électriques à la permittivité du vide soit une unité de mécanique (en l'occurrence une force multipliée par une surface). On peut, de façon alternative mais souvent peu éclairante, utiliser un autre système d'unités ne faisant pas appel à une nouvelle unité pour la charge électrique. Le système d'unités le plus fréquemment utilisé est le système CGS, où la loi s'écrit plus simplement
{\displaystyle {\vec {F}}_{1/2}=q_{1}q_{2}{\frac {{\vec {r}}_{2}-{\vec {r}}_{1}}{\|{\vec {r}}_{2}-{\vec {r}}_{1}\|^{3}}}}.
Dans ce cas, les distances doivent impérativement être exprimées en centimètres et les forces en dynes. La charge électrique possède alors l'unité hybride appelée unité électrostatique, ou « esu », issu de l'anglais electrostatic unit, puisque le système CGS est principalement utilisé dans les pays anglo-saxons.

### Description scalaire, vectorielle et graphique
La loi de Coulomb peut être énoncée comme une expression mathématique de forme scalaire et vectorielle : 
| {\displaystyle \|{\boldsymbol {F}}\|={\frac {1}{4\pi \varepsilon _{0}}}{\|q_{1}q_{2}\| \over r^{2}}} | et | {\displaystyle {\boldsymbol {F_{1}}}={\frac {1}{4\pi \varepsilon _{0}}}{q_{1}q_{2}{\boldsymbol {{\hat {r}}_{12}}} \over \|{\boldsymbol {r_{12}}}\|^{2}}} | , respectivement, |

où ε0 est la permittivité du vide, q1 et q2 sont les magnitudes positives ou négatives des charges, le scalaire r est la distance entre les charges, le vecteur {\displaystyle {\boldsymbol {r_{12}}}={\boldsymbol {r_{1}-r_{2}}}} est la distance vectorielle entre les charges et {\displaystyle {\boldsymbol {{\hat {r}}_{12}}}={{\boldsymbol {r_{12}}}/|{\boldsymbol {r_{12}}}|}}, c'est-à-dire un vecteur unitaire pointant de q2 vers q1.
La forme vectorielle ci-dessus calcule la force {\displaystyle {\boldsymbol {F_{1}}}} appliquée sur q1 par q2. Autrement, si on utilise r21, alors l'effet sur q2 est calculé, bien que cette quantité peut être calculée facilement via la troisième loi de Newton : {\displaystyle {\boldsymbol {F_{2}}}=-{\boldsymbol {F_{1}}}}.
Le vecteur {\displaystyle {\boldsymbol {{\hat {r}}_{12}}}} donne donc la direction de la force, mais c'est le produit {\displaystyle q_{1}q_{2}} qui détermine si la force est attractive ou répulsive : si {\displaystyle q_{1}q_{2}} est positif, la force est répulsive ; si {\displaystyle q_{1}q_{2}} est négatif, la force est attractive.

## Constante de Coulomb
La constante de Coulomb est la constante de proportionnalité qui apparaît dans l'expression de la loi de Coulomb. La constante est notée {\displaystyle k_{\mathrm {C} }}, {\displaystyle k_{\mathrm {e} }} ou {\displaystyle k_{\mathrm {0} }}. Elle est définie à partir de la permittivité du vide :
{\displaystyle k_{\rm {C}}={\frac {1}{4\pi \varepsilon _{0}}}\approx } 8,987 551 792 3(14) × 109 N m2 C−2

## Généralisation, dépendant du temps, de la loi de Coulomb
Les solutions générales et causales des équations de Maxwell sont données par les équations de Jefimenko. Ces équations sont la généralisation, dépendant du temps (électrodynamique), de la loi de Coulomb et de la loi de Biot-Savart, qui étaient à l'origine vraies uniquement pour les champs en électrostatique et en magnétostatique ainsi que pour les courants continus.
Les équations de Jefimenko donnent le champ électrique et le champ magnétique dus à une distribution de charges et de courants électriques dans l'espace. Elles prennent en compte le retard dû à la propagation des champs (temps « retardé ») en raison de la valeur finie de la vitesse de la lumière et des effets relativistes. Elles peuvent donc être utilisées pour des charges et des courants en déplacement. Elles sont les solutions générales des équations de Maxwell pour n'importe quelle distribution arbitraire de charges et de courants.